# Neoscopelus porosus
Neoscopelus porosus är en fiskart som beskrevs av Arai, 1969. Neoscopelus porosus ingår i släktet Neoscopelus och familjen Neoscopelidae. Inga underarter finns listade i Catalogue of Life.